# Baptiste Aloé
Pour les articles homonymes, voir Aloé.
Baptiste Aloé, né le 29 juin 1994 à La Ciotat dans les Bouches-du-Rhône, est un footballeur français évoluant au poste de défenseur central.

## Biographie

### Débuts à l'Olympique de Marseille
Natif de La Ciotat, il intègre le club de sa ville natale, l'Étoile sportive La Ciotat. Remarqué, il intègre le centre de formation de l'Olympique de Marseille et commence à évoluer dans les équipes de jeunes à partir de 2003. Le défenseur commence à évoluer avec l'équipe réserve marseillaise à partir de la saison 2011-2012. Appelé quelques fois en équipe première, il dispute son premier match chez les professionnels, le 4 octobre 2012 face à l'AEL Limassol lors d'un match de groupe de Ligue Europa, où il est titulaire. Après une saison 2012-2013 où il est couronné du titre de meilleur joueur du Centre de formation de l'OM, il dispute une nouvelle saison comme réserviste mais n'apparaît à aucune reprise sur un terrain de Ligue 1. 
Le 8 juillet 2014, il signe son premier contrat professionnel. Aloé doit attendre le 2 novembre 2014 pour disputer sa première rencontre en championnat, face au Racing Club de Lens, remplaçant Dimitri Payet en cours de match. Il profite de la blessure de Jérémy Morel et des suspensions de Nicolas Nkoulou et Alaixys Romao pour gagner du temps de jeu au sein de l'effectif dirigé par Marcelo Bielsa. Le 6 mars 2015, il marque son premier but chez les professionnels contre le Toulouse Football Club où l'OM s'impose six buts à un. Lors de cette saison, il prend part à quatorze matchs toutes compétitions confondues.

### Valenciennes FC
Le 28 août 2015, il est prêté au Valenciennes FC, club de Ligue 2, par l'Olympique de Marseille pour une saison, sans option d'achat. Il joue son premier match de Ligue 2 lors de la 7e journée, entrant en jeu en fin de partie contre l'US Créteil-Lusitanos. Barré par Yunis Abdelhamid et Loïc Nestor en défense centrale ainsi que par Angelo Fulgini sur le flanc droit, il ne connait sa première titularisation que le 16 octobre lors de la 11e journée face au Havre AC. Il trouve une place de titulaire au sein de l'effectif nordiste lors de la seconde partie de saison. Le 26 août 2016, après un retour sur la Canebière, le joueur retourne dans le Nord avec un nouveau prêt à Valenciennes. Il est utilisé lors de vingt-huit rencontres toutes compétitions confondues donc vingt-cinq en championnat.
Le 15 juillet 2017, l'Olympique de Marseille le libère de sa dernière année de contrat pour lui permettre de signer libre à Valenciennes pour une durée de trois ans. Le 15 septembre 2017, il inscrit son premier but avec le VAFC et permet ainsi à son équipe de remporter le derby face au RC Lens un but à zéro, une première à domicile depuis 27 ans. Il est souvent utilisé lors des saisons 2017-2018 et 2018-2019. 
Sa dernière saison au club est beaucoup plus difficile pour lui, notamment à cause d'une blessure aux adducteurs en pré-saison, il n'est dans le groupe valenciennois qu'une fois lors des dix-neuf première journées et n'entre pas en jeu. En quatre saisons, il porte le maillot nordiste à cent-sept reprises.

### K Beerschot VA
Le 1er janvier 2020, il résilie son contrat pour s'engager avec le K Beerschot VA, club d'Anvers évoluant en deuxième division belge pour une durée de six mois. Il entre en jeu quelques jours plus tard contre le KSV Roulers pour le compte de la 21e journée du championnat. Il entre en jeu ensuite deux fois lors de deux victoires lors de la 26e et 27e journée. Le club belge termine premier la période 2 et joue la finale pour le titre et l’accession à la première division contre le OH Louvain lors d'un match aller-retour. Il reste sur le banc lors du match aller alors que son club s'impose un but à zéro mais entre en jeu lors du match retour lors d'une victoire quatre buts à un. En six mois et dû notamment à la Pandémie de Covid-19 ayant écourtée la saison, il prend part à seulement quatre rencontres.

### FC Arouca
En octobre 2020, il signe en faveur du FC Arouca, qui évolue en seconde division portugaise.
Il prend part à son premier match sous ses nouvelles couleurs en entrant en jeu lors d'une victoire cinq buts à zéro en Coupe de la ligue contre l'Esudantes Africanos. Il prend part à son premier match de championnat deux mois plus tard en entrant dans les dernières minutes contre Oliveirense.

### Sélections
Il porte deux fois le maillot de l'Équipe de France des moins de 18 ans lors de deux matchs amicaux contre la Grèce en février 2012, défaite trois buts à deux puis victoire deux buts à zéro.
Le 19 mars 2015, il est convoqué par Pierre Mankowski, dans le groupe de l'équipe de France espoirs, pour deux matchs amicaux. Il joue son premier match avec l'équipe espoirs, le 25 mars 2015, titulaire lors d'une victoire six buts à zéro face à l'Estonie.

## Statistiques
Le tableau ci-dessous retrace la carrière de Baptiste Aloé depuis ses débuts :
| Saison                | Club                   | Championnat           | Championnat | Championnat | Coupe nationale | Coupe nationale | Coupe de la Ligue | Coupe de la Ligue | Compétition(s) continentale(s) | Compétition(s) continentale(s) | Compétition(s) continentale(s) | Total | Total |
| Saison                | Club                   | Division              | M.          | B.          | M.              | B.              | M.                | B.                | Comp.                          | M.                             | B.                             | M.    | B.    |
| 2012-2013             | Olympique de Marseille | Ligue 1               | -           | -           | -               | -               | -                 | -                 | C3                             | 1                              | 0                              | 1     | 0     |
| 2013-2014             | Olympique de Marseille | Ligue 1               | -           | -           | -               | -               | -                 | -                 | -                              | -                              | -                              | 0     | 0     |
| 2014-2015             | Olympique de Marseille | Ligue 1               | 14          | 1           | -               | -               | -                 | -                 | -                              | -                              | -                              | 14    | 1     |
| Sous-total            | Sous-total             | Sous-total            | 14          | 1           | -               | -               | -                 | -                 | -                              | 1                              | 0                              | 15    | 1     |
| 2015-2016             | Valenciennes FC (prêt) | Ligue 2               | 25          | 0           | 3               | 0               | -                 | -                 | -                              | -                              | -                              | 28    | 0     |
| 2016-2017             | Valenciennes FC (prêt) | Ligue 2               | 21          | 0           | -               | -               | -                 | -                 | -                              | -                              | -                              | 21    | 0     |
| 2017-2018             | Valenciennes FC        | Ligue 2               | 29          | 1           | 1               | 0               | 3                 | 0                 | -                              | -                              | -                              | 33    | 1     |
| 2018-2019             | Valenciennes FC        | Ligue 2               | 23          | 0           | 2               | 0               | -                 | -                 | -                              | -                              | -                              | 25    | 0     |
| Sous-total            | Sous-total             | Sous-total            | 98          | 1           | 6               | 0               | 3                 | 0                 | -                              | -                              | -                              | 107   | 1     |
| 2019-2020             | K Beerschot VA         | Division 1B           | 4           | 0           | -               | -               | -                 | -                 | -                              | -                              | -                              | 4     | 0     |
| 2020-2021             | FC Arouca              | Liga 2                | 5           | 1           | -               | -               | 1                 | 0                 | -                              | -                              | -                              | 6     | 1     |
| 2021-2022             | FC Arouca              | Liga NOS              | 1           | 0           | -               | -               | 1                 | 0                 | -                              | -                              | -                              | 2     | 0     |
| Sous-total            | Sous-total             | Sous-total            | 6           | 1           | -               | -               | 2                 | 0                 | -                              | -                              | -                              | 8     | 1     |
| 2021-2022             | Dinamo Bucarest        | Liga 1                | 10          | 1           | -               | -               | -                 | -                 | -                              | -                              | -                              | 10    | 1     |
| 2022-2023             | AS Nancy-Lorraine      | National              | 6           | 0           | -               | -               | -                 | -                 | -                              | -                              | -                              | 6     | 0     |
| 2023-2024             | AS Nancy-Lorraine      | National              | 5           | 0           | 1               | 0               | -                 | -                 | -                              | -                              | -                              | 6     | 0     |
| Sous-total            | Sous-total             | Sous-total            | 11          | 0           | 1               | 0               | -                 | -                 | -                              | -                              | -                              | 12    | 0     |
| 2023-2024             | SAS Épinal             | National              | 14          | 2           | -               | -               | -                 | -                 | -                              | -                              | -                              | 14    | 2     |
| 2024-2025             | SAS Épinal             | National 2            | 28          | 2           | 1               | 0               | -                 | -                 | -                              | -                              | -                              | 29    | 2     |
| Sous-total            | Sous-total             | Sous-total            | 42          | 4           | 1               | 0               | -                 | -                 | -                              | -                              | -                              | 43    | 4     |
| Total sur la carrière | Total sur la carrière  | Total sur la carrière | 185         | 7           | 8               | 0               | 5                 | 0                 | -                              | 1                              | 0                              | 199   | 7     |

## Palmarès
En 2014-2015, Baptiste Aloé est champion du groupe G de CFA 2 (5e division) avec l'équipe réserve de l'Olympique de Marseille en participant à onze rencontres et en marquant un but. 
En 2020, il remporte le titre de Proximus League (deuxième division belge) avec le K Beerschot VA. 